# Col de la Madeleine (Vaucluse)
Le col de la Madeleine est situé sur la commune du Barroux, dans le Vaucluse, au pied du mont Ventoux, et à l'est des Dentelles de Montmirail. Il doit son nom à une proche chapelle de Bédoin, la chapelle de la Madeleine.

## Ascensions cyclistes
- Mont Ventoux Dénivelé Challenges 2021
- Mont Ventoux Dénivelé Challenges 2022 (masculin et féminin)
- CIC-Mont Ventoux 2023
- Tour cycliste féminin international de l'Ardèche 2024